# الرابطة البرلمانية 2002–03
الرابطة البرلمانية 2002–03 (بالإنجليزية: 2002–03 Isthmian League)‏ هو موسم من دوري إسثميان. فاز فيه نادي ألدرشوت تاون.